# Портретна миниатюра
Портретната миниатюра е портрет с неголям размер (от 1,5 см до 20 см), отличаваща се с прецизно изпълнение, специална техника на изпълнение и използване на средства присъщи само на този вид живопис.

## Видове
Видовете портретна живопис са най-разнообразни, като са рисувани на пергамент, хартия, картон, слонова кост, велен (пергамент), метал и порцелан, като се използва гваш, акварел, емайл или маслени бои. Формата на портрета може да бъде кръгла, овална, ромб, осмоъгълник и други.
Изображенията могат да бъдат парадни или камерни, да бъдат изпълнени на табакери, кутии, часовници и медальони, които често са носени на гърдите подобно на ордените. За да бъдат запазени от повреждане готовата миниатюра често е монтирана в рамка с предпазно стъкло. Понякога и самата рамка е произведение на изкуството като е изработена от позлатен бронз, сребро и даже от злато. В края на 19 век фирмата на Петер Карл Фаберже изработва рамки за миниатюрни портрети и снимки.
В средата на 19 век в Англия стават популярни по-големи размери на миниатюрите: 17 см. на 20 см. Стават популярни и портретни миниатюри с предпазна капачка от слюда, на която е нарисувано специално или друго облекло, което служи като прикритие на портрета
Миниатюрните портрети са носени по време на пътешествие или военни походи. Специално място заемат и наградните миниатюрни портрети на царски особи, които са с рамка от злато и са обсипани със скъпоценни камъни. Те са считани за особено престижни награди за поданиците. Наградните портрети са носени обикновено на лента. Така например Екатерина II на два пъти награждава своя фаворит граф Орлов.